# Azmeraw Mengistu
Azmeraw Mengistu (15 settembre 1992) è un maratoneta e mezzofondista etiope.

## Biografia
Nel 2015 si è piazzato in sesta posizione nella mezza maratona ai Giochi Panafricani.

## Palmarès
| Anno | Manifestazione     | Sede        | Evento         | Risultato | Prestazione | Note |
| ---- | ------------------ | ----------- | -------------- | --------- | ----------- | ---- |
| 2015 | Giochi Panafricani | Brazzaville | Mezza maratona | 6º        | 1h05'18"    |      |

## Campionati nazionali
2011
- 18º ai campionati etiopi, 10000 m piani - 29'49"6
- 10º ai campionati etiopi, 5000 m piani - 14'18"9

## Altre competizioni internazionali
2015
- Bronzo alla Mezza maratona di Barcellona ( Barcellona) - 1h00'48"
- 10º alla World 10K Bangalore ( Bangalore) - 29'17"

2016
- Bronzo alla Marathon des Alpes-Maritimes ( Cannes) - 2h12'27"
- Bronzo alla Mezza maratona di Parigi ( Parigi) - 1h01'15"

2017
- 7º alla Marathon des Alpes-Maritimes ( Cannes) - 2h15'47"

2018
- Bronzo alla Maratona di Atene ( Atene) - 2h13'20"
- 7º alla Mezza maratona di Barcellona ( Barcellona) - 1h01'10"